# Macrocneme iole
Macrocneme iole là một loài bướm đêm thuộc phân họ Arctiinae, họ Erebidae.